# İbradı (Landkreis)
İbradı ist ein Landkreis (İlçe) der türkischen Provinz Antalya und zusammen mit der Kreisstadt İbradı gleichzeitig ein Stadtbezirk der 1993 geschaffenen Büyükşehir belediyesi Antalya (Großstadtgemeinde/Metropolprovinz).
An ihn grenzen östlich und südlich Manavgat, im Westen Akseki. Ein kleiner Teil grenzt im Norden an die Provinz Konya.
In İbradı wird Wein angebaut.